# Massimo Piloni
Massimo Piloni (* 21. August 1948 in Ancona) ist ein ehemaliger italienischer Fußballspieler.

## Karriere

### Spieler
Piloni spielte in seiner Jugend, zuletzt bis 1968, für Juventus Turin als Torhüter, bevor er vom FC Casertana verpflichtet wurde und für den Verein in der Serie C, der dritthöchsten Spielklasse im italienischen Fußball eingesetzt wurde. Mit Abschluss der Hinrunde der Folgesaison, wurde er im Dezember 1969 von Juventus Turin verpflichtet. In der Serie A, der höchsten Spielklasse kam er jedoch erst in der Saison 1970/71 zum Einsatz; vom 4. April 1971 (24. Spieltag) bis zum 23. Mai 1971 (30. Spieltag) bestritt er die letzten sieben Saisonspiele. Sein Debüt im Heimspiel gegen den Varese FC – neben Größen wie Fabio Capello, Helmut Haller und Roberto Bettega – endete 2:2 unentschieden.
In der Folgesaison wurde er lediglich fünfmal eingesetzt, damit trug er am Saisonende zur Meisterschaft bei, die seine Mannschaft auch am Saisonende 1972/73 und 1974/75 gewann; er wurde jedoch in beiden Saisons in keinem Punktspiel berücksichtigt. Des Weiteren bestritt er neun Spiele um den nationalen Vereinspokal, vier im Wettbewerb um den Messestädte-Pokal und zwei im Wettbewerb um den UEFA-Pokal. Im Finale um den Messestädte-Pokal, das seine Mannschaft erreicht hatte, wurde er im Hinspiel beim 2:2 gegen Leeds United eingesetzt.
Nach Pescara gelangt, spielte er für den dort ansässigen Pescara Calcio in der Serie B; in seiner Premierensaison für den Verein 37 Mal und in der Folgesaison 38 Mal. Am Saisonende 1976/77 reichte Platz 3 zum erstmaligen Aufstieg in die Serie A, dem zugleich größten Erfolg der Vereinsgeschichte bis dahin. Für den Verein bestritt Piloni alle 30 Saisonspiele und musste mit 44 Gegentore (bei 21 erzielten seiner Mitspieler) die meisten der 16 teilnehmenden Mannschaften hinnehmen. Mit nur vier Siegen, neun Remis und 17 Niederlagen kehrte sein Verein, für den er zudem in zwölf Pokalspielen und zwei Play-off-Spielen der Serie B zum Einsatz gekommen war, in die Serie B zurück.
Nachdem er daraufhin den Verein verlassen hatte, spielte er zwei Jahre lang für den Rimini Calcio, in der Saison 1978/79 noch in der Serie B vertreten 33 Mal, danach folgte der Abstieg in die 1. Division der Serie C. Danach war er jeweils eine Saison lang für den FC Fermana und Calcio Chieti – für Letztgenannten – in der 2. Division der Serie C, gleichbedeutend mit der vierthöchsten Spielklasse, aktiv.

### Torwarttrainer
Als Torwarttrainer war er von 1999 bis 2001 beim Erstligisten AC Perugia und bei Catania Calcio von 2001 in der Serie C1 bis 2003 in der Serie B tätig. Nach fünf Jahren nahm er erneut eine Trainertätigkeit wahr; in der Saison 2008/09 war er beim schottischen Zweitligisten FC Livingston tätig.

## Erfolge
- Italienischer Meister 19711/72, (1972/73, 1974/75 ohne Einsatz)
- Finalist Messestädte-Pokal 1970/71